# Volča
Volča je naselje v Občini Gorenja vas - Poljane.